# Хуан Пабло Раба
Хуан Пабло Раба Видал (шп. Juan Pablo Raba; Богота, 14. јануар 1977) је колумбијски филмски, телевизијски и глумац у теленовелама, светски познат по својој улози Густаво Гавириа у Нетфликсовој серији Наркос из 2015. године.

## Детињство и младост
Раба је рођен у Боготи у Колумбији где је дипломирао на Колеџу Нуева Гранада. Након развода својих родитеља, одрастао је у Шпанији са својим оцем. Тамо је стекао факултетско образовање и почео да студира маркетинг, али убрзо је одлучио да то није оно што жели у животу. Студије је напустио и отишао да живи у Аргентину.

## Каријера
Раба се након тога вратио у Колумбију и радио је као модел. Потражио је посао од колумбијског ТВ канала Каракол, који је предложио да узме часове глуме. Часове глуме у Боготи похађао је код Едгарда Романа, а затим је наставио студије у Њујорку на Институту Ли Страсберг.
Недуго затим, придружио се пријатељу на часовима глуме где је колумбијски професор Едгардо Роман био импресиониран Рабиним глумачким способностима. Охрабрен, Раба је почео да присуствује аудицијама. Два месеца након прве аудиције, канал Каракол тражио је од њега да глуми у телевизијској серији Amor en forma. 1999. године играо је малу улогу у ТВ серији Marido y mujer.
Одмах након тога преузео је главну улогу у ТВ серији La reina de Queens. Отприлике у исто време, појавио се у позоришној представи Хроника прореченог по смрти, заснованој на књизи Габријела Гарсије Маркеса.
Касније га је венецуелански канал РЦТВ тражио да глуми у теленовели Viva la Pepa. То је довело до понуде да се појави у La nina de mis ojos, што је покренуло Рабину међународну каријеру. 2002. године у Mi gorda bela, Раба је глумио Орестес Виљануева Меркури, који се заљубио у добродушну Валентину.
2015. године се Раба придружује трећој сезони Агенти Ш.И.Л.Д.А.. као надљудски Џои Гутиерес.

## Приватни живот
Године 2003. упознао је колумбијску новинарку Паулу Квинтерос, са којом се 6. децембра оженио у Лос Роквесу, у Венецуели.
Године 2006.он и Паула најавили су раскид, што је резултирало њиховим разводом 2007. године. Исте године је имао везу са венецуеланском звездом сапуница Марџори де Соуса, која је трајала више од годину дана.
У августу 2011. године оженио се телевизијском водитељком Моником Фонсека на приватној церемонији у Мајамију, у САД. 19. јула 2012. године, његова супруга родила је њиховог сина, Хоакина Раба Фонсека. Раба је активни бициклиста и сада живи у Мајамију. Са породицом је био веома активан у организацијама за људска права.

## Филмографија
| Година:    | Српски назив:              | Оригинални назив: | Улога:                                       | Жанр:      |
| ---------- | -------------------------- | ----------------- | -------------------------------------------- | ---------- |
| 2021.      | Стрелац                    |                   | Маурисио                                     | филм       |
| 2013.      | /                          |                   | Мигел Гајтан                                 | теленовела |
| 2012.      | /                          |                   | Гонзало Рико                                 | теленовела |
| 2011.      | /                          |                   | Емилијано Монтеверде                         | теленовела |
| 2011.      | /                          |                   | /                                            | филм       |
| 2010−2011. | Краљица југа               |                   | Хаиме Гутијерез Солана                       | теленовела |
| 2010.      | /                          |                   | Пирулито                                     | филм       |
| 2010.      | Забрањена љубав            |                   | Саид                                         | теленовела |
| 2010−2011. | Мушкарци не воле паметнице |                   | Алехандро Ботеро                             | ТВ серија  |
| 2009.      | /                          |                   | Лео                                          | филм       |
| 2009.      | /                          |                   | Рај Ернандез                                 | ТВ серија  |
| 2008.      | /                          |                   | /                                            | ТВ серија  |
| 2008.      | Тиемпо финал               |                   | /                                            | ТВ серија  |
| 2008.      | /                          |                   | Алехандро                                    | теленовела |
| 2008.      | Картел                     |                   | Пирулито                                     | ТВ серија  |
| 2007.      | /                          |                   | Биготе                                       | филм       |
| 2007.      | /                          |                   | Карлос                                       | филм       |
| 2007.      | /                          |                   | Карлос                                       | филм       |
| 2007.      | /                          |                   | Мартин Монсалве                              | теленовела |
| 2006.      | /                          |                   | Хуан Андрес Гутијерез                        | теленовела |
| 2006.      | /                          |                   | Хајме Виљалба                                | филм       |
| 2006.      | /                          |                   | Феде                                         | филм       |
| 2005.      | /                          |                   | Естебан Марин                                | теленовела |
| 2004.      | Анастасија                 |                   | Аурелијано Паз                               | теленовела |
| 2002−2003. | Моја слатка дебељуца       |                   | Орестес Виљануева Меркоури / Лиријо де Плата | теленовела |
| 2001.      | /                          |                   | Алехандро Рондон                             | теленовела |
| 2001.      | /                          |                   | Луис Анхел Пердомо                           | теленовела |
| 2000.      | /                          |                   | Андрес Валаскез                              | теленовела |
| 1999.      | /                          |                   | Исидрио                                      | теленовела |
| 1998.      | /                          |                   | Едуардо                                      | теленовела |